# تباين (بصريات)

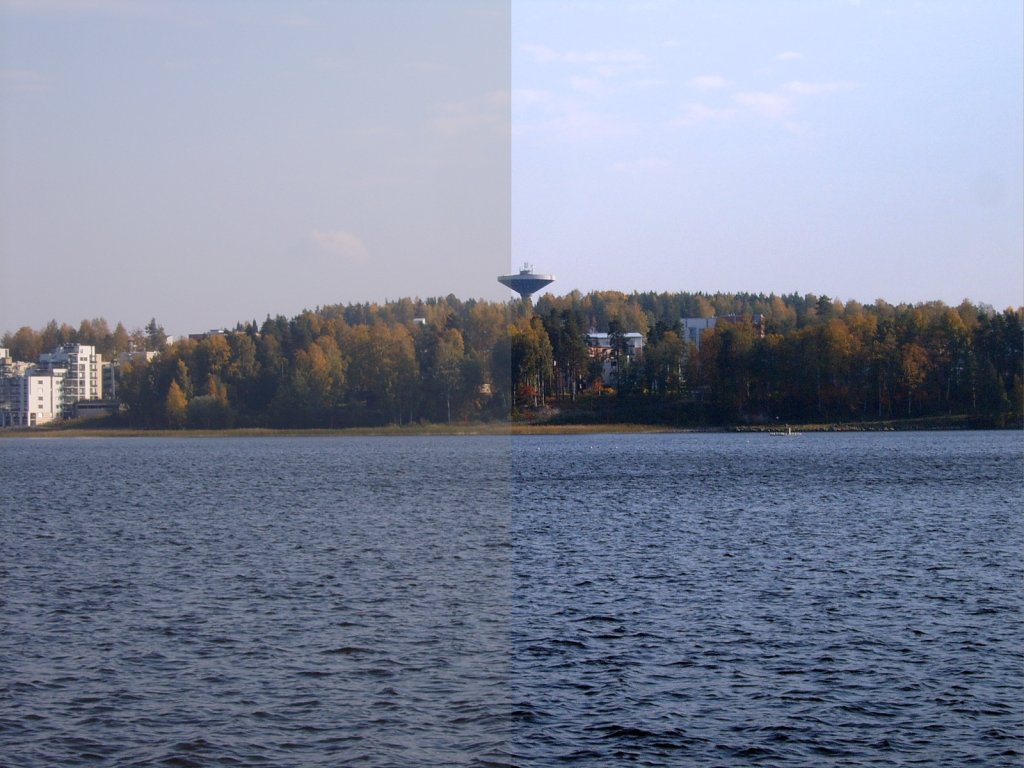
إلى اليسار تباين ضعيف ، إلى اليمين تباين حسن.

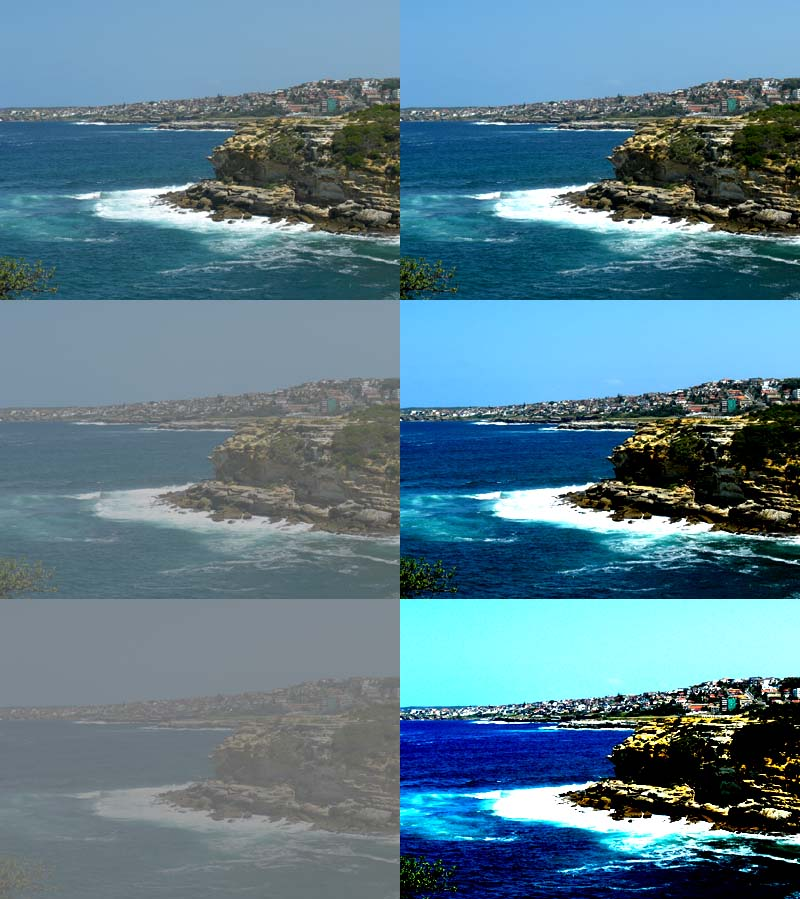
تغيير معدل تباين صور.

التباين في البصريات هو الاختلاف في اللون أو الاختلاف في الظل الذي يجعل الأشياء واضحة في الصورة ويفرقها عن بعضها . إذا انخفض معدل التباين في صورة صعب التفرقة بين الأشياء في الصورة ، ونقول أن الصورة ضبابية أو تعتريها غمامة .

## في التصوير
في التصوير التماثلي (العادي) يتحكم نوع الفيلم في معدل التباين للصور الملتقطة .وتتحكم مقدار حساسية الفيلم المستخدم في معدل تباين الصورة ، فكلما اخترنا فيلما ذو حساسية عالية كلما زاد تباين الصورة . أما في التصوير بالكاميرات الرقمية فيتحكم محول تماثلي رقمي في تباين الصورة النهائية.

## صورة التلفزيون
زيادة تباين الصورة في التلفزيون تعمل على أن يزيد بياض الأجزاء الفاتحة ، بينما تزيد درجة الظل (السواد) للأجزاء الغامقة. وتظهر الصورة بذلك للمشاهد أكثر وضوحا. يمكن تغيير  تباين  شاشة التلفزيون عن طريق مفاتيح المسماة contrast.
ويعتمد التباين في شاشة الحاسوب على خواص بيانات الصورة من جهة ، وكذلك على ضبطته الإلكترونية الخاصة بالتباين . ومن خواص بعض الحواسيب أن تلعب الزاوية بين مستوى الشاشة واتجاه المشاهد دورا كبيرا في تباين الصورة.

## التعريف الرياضي

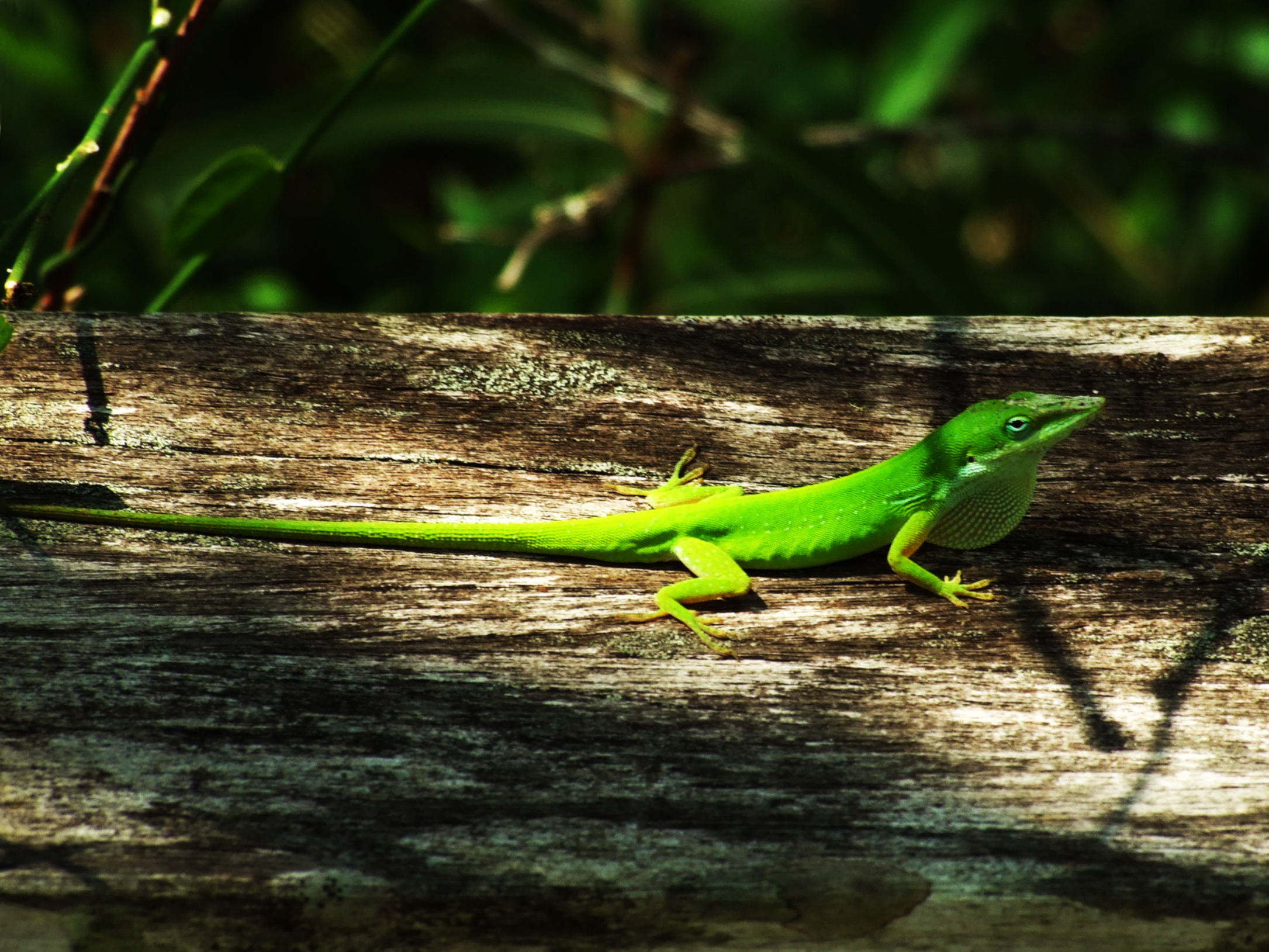
صورة عالية التباين

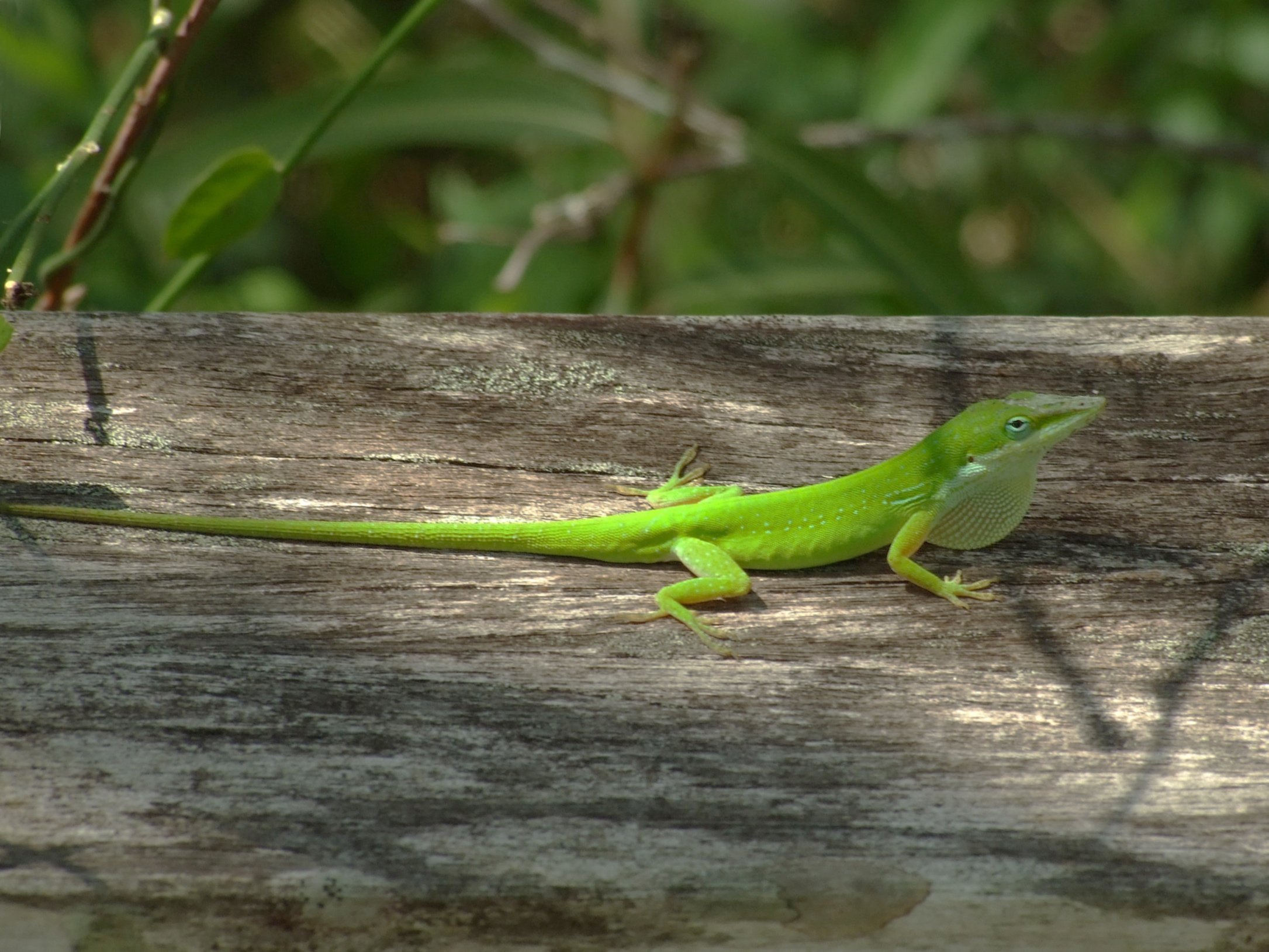
صورة ضعيفة التباين

التباين في صورة هو قدرة الفصل بين نقطتين متجاورتين فيها ، فهو اختلاف شدة الضوء بين نقطة فاتحة ونقطة مظلمة في صورة . رياضيا يعرف تباين صورة كعلاقة بين الحد الأقصى والحد الأدنى لشدة الضوء في الصورة (
{\displaystyle L_{\text{max}}} و{\displaystyle L_{\text{min}}} ):
- تعريف فيبر {\displaystyle K_{\text{w}}} :

{\displaystyle K_{w}={\frac {L_{\text{max}}}{L_{\text{min}}}}-1} حيث {\displaystyle 0\leq K_{\text{w}}\leq \infty }
- تعريف مايكلسون Km :

{\displaystyle K_{\text{m}}={\frac {L_{\text{max}}-L_{\text{min}}}{L_{\text{max}}+L_{\text{min}}}}} حيث {\displaystyle 0\leq K_{\text{m}}\leq 1}
وبينما تشعر العين باختلاف التباين على الطبيعة ، حيث لا تترجم شدة الضوء خطيا وإنما لوغاريتميا ، نجد صعوبة في تنفيذ التباين بالوسائل التقنية . من أمثلة ذلك تصوير قنوات المريخ .

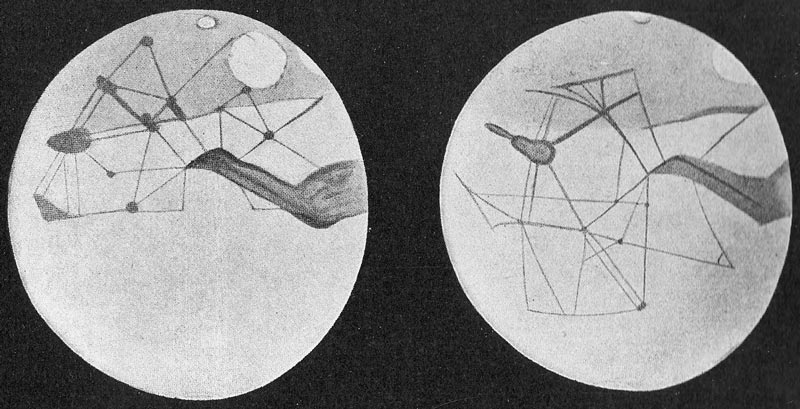
قنوات المريخ كما صورها "برزيفال لوفيل ".

## اقرأ أيضا
- مرشح أشعة تحت الحمراء
- مزج ضوئي
- كهروضوئيات
- أجهزة بصرية
- حمام الشمس